# Північно-Кавказький військовий округ

Півні́чно-Кавка́зький військо́вий о́круг — військовий округ Збройних сил Радянського Союзу та згодом Збройних сил Російської Федерації. Існував з 1918 до 2010 року. З 2010 року його території увійшли до Південного військового округу.
Командування у Ростові, яке за даними 1979 року мала адресу вул. Текучєва, буд. 135, Ростов-на-Дону.

## Сухопутні війська
Чисельність особового складу — понад 100 тис. осіб. На озброєнні близько 620 танків, 200 БМП і 875 одиниць артилерії, у тому числі установок залпового вогню
До складу військового округу входять:
- 58 армія (Владикавказ)
  - 19 мотострілецька дивізія (Владикавказ)
    - 429 мотострілецький полк
    - 503 мотострілецький полк
    - 693 мотострілецький полк
    - 292 артилерійський полк
    - 481 полк ППО
    - 141 танковий батальйон

  - 205 окрема мотострілецька бригада (Будьонівськ)
  - 136 окрема гвардійська мотострілецька Умансько-Берлінська бригада (Буйнакськ, Дагестан)
  - 135 окремий мотострілецький полк (Прохладний і Нальчик Кабардино-Балкарія)
  - 291 окрема артилерійська бригада (Майкоп) — на озброєнні 2А65
  - 943 реактивний артилерійський (ракетний) полк (Октябрьський) — 36 — 9П140 «Ураган»; 2 — 1В18, 1 ПРП-4; 1 Р-145БМ; 215 осіб.
  - 1128 протитанковий полк (Майкоп) — 54 МТ-ЛБТ, 4 ПРП-4, 2 Р- 145БМ; 144 осіб
  - 67 окрема протиповітряна бригада (Волгоградський регіон) — СА-11 «Бук»
  - 487 окремий вертолітний полк (Будьоновськ) — Мі-8, Мі-24
  - 11 окремий інженерний полк
  - 234 окремий полк зв'язку (Владикавказ)
  - 22 окремий полк електронного захисту (Владикавказ)

- 42 мотострілецька дивізія (Ханкала, Чечня)
  - 329 танковий полк
  - 70 мотострілецький полк
  - 71 мотострілецький полк
  - 72 мотострілецький полк
  - 50 гвардійський артилерійський полк
  - 1203 полк ППО
- 20 Прикарпатсько-Берлінська гвардійська мотострілецька дивізія (Волгоград)
  - 242 гвардійський мотострілецький полк (Каспійськ)
  - 255 Волгоградсько-Корсуньський мотострілецький полк (Волгоград-Грозний)
- 33 окремий мотострілецький Берлінський Донський козачий полк (Волгоград)
- 131 окрема мотострілецька Кубанська козача бригада (Майкоп) — колишня 9 мотострілецька дивізія
- 33 окрема гірська мотострілецька бригада
- 34 окрема гірська мотострілецька бригада
- 1 гвардійська ракетна бригада оперативно-тактичних ракет (Краснодар)

## Війська спеціального призначення
На території округа розмішені війська спеціального призначення, що не підпорядковуються командуванню округа:
- 7-а повітряно-десантна дивізія (Новоросійськ, Краснодарський край)
  - 108 гвардійський парашутно-десантний полк
  - 247 гвардійський полк повітряної підтримки
  - 1141 гвардійський артилерійський батальйон
  - 30 батальйон ППО
  - 629 інженерний батальйон
  - 743 батальйон зв'язку
  - 6 батальйон забезпечення
  - 185 ескадрилья армійської авіації
- 10 окрема гірська бригада спеціального призначення (Молкине, Краснодарський край)
- 22 окрема гвардійська бригада спеціального призначення (Аксай, Ростовська область)

## Військово-повітряні сили
4-а авіаційна армія (Ростов-на-Дону):
- 1 змішана авіаційна дивізія (Краснодар)
  - 559 бомбардувальний авіаційний полк (Морозовськ) — Су-24
  - 959 бомбардувальний авіаційний полк (Єйськ) — Су-24 і Л-39С;
  - 368 штурмовий авіаційний полк (Будьонівськ) — Су-25;
  - 461 штурмовий авіаційний полк (Краснодар) — Су-25;
  - 960 штурмовий авіаційний полк (Приморсько-Охтарськ) — Су-25;
- 51 корпус ППО (Ростов-на-Дону)
  - 3 винищувальний авіаційний полк (колишній 562 авіаційний полк, Кримська) — Су-27;
  - 19 винищувальний авіаційний полк (Міллерове) — Міг-29;
  - 31 винищувальний авіаційний полк (Зерноград) — Міг-29;
  - полки ракет класу «земля-повітря»
- 11 окремий розвідувальний авіаційний полк (Маринівка)
- 535 окремий змішаний авіаційний полк (Ростов-на-Дону)
- 55 окремий вертолітний полк (Коріновськ) — Мі-8, Мі-24
- 325 окремий військово-транспортний вертолітний полк (Егорлиська) — Мі-26, Мі-8
- 487 окремий вертолітний полк бойового керування (Будьоновськ) — Мі-8, Мі-24

### Військово-повітряні бази
- Ахтубінськ
- Армавір
- Астрахань-Ащулук
- Батайськ
- Будьонівськ
- Володикавказ (Владикавказ)
- Волгоград
- Єгорликська
- Єйськ
- Зерноград
- Капустін Яр
- Коріновськ
- Котельникове
- Краснодар-Авіагородок 5
- Кримськ
- Кущевська
- Маринівка
- Майкоп
- Михайлівка-Лебяжьє
- Міллерове
- Морозівськ
- Моздок
- Новочеркаськ 14
- Приморсько-Охтарськ
- Ростов-на-Дону
- Сальськ
- Сочі
- Ставрополь
- Таганріг — Центральний
- Таганріг — Южний
- Тихоріцьк (Тіхорецьк)

## Флот
- Каспійська флотилія